# Рахими, Фарход Кодир
Рахими Фарход Кодир (тадж. Раҳимӣ Фарҳод Қодир; род. 19 сентября 1968, Пенджикент, Ленинабадская область) — таджикский учёный-физик и научно-общественный деятель, доктор физико-математических наук, профессор. Действительный член Национальной академии наук (НАН) Республики Таджикистан (2014), президент НАН Таджикистана в 2013—2024 годах. Лауреат международной премии ЭКО в области «Науки и технологии» (2012).

## Биография
Родился 19 сентября 1968 года в городе Пенджикент, Согдийская область на севере Таджикистана.
- в 1985 году — поступил в Таджикский госуниверситет (ныне Таджикский национальный университет, ТНУ).
- 1987—1989 гг. — проходил службу в Советской армии в Горьковской области[3] (в те годы студенты почти всех вузов СССР были лишены отсрочки).
- в 1992 году — с отличием[3] окончил ТНУ по специальности «преподаватель физики».
- 1992—2000 гг. — ст. лаборант, аспирант, старший преподаватель кафедры «Общая физика» в ТНУ.
- 2000—2005 гг. — докторант докторантуры ТНУ и Института ядерных исследований РАН, старший преподаватель кафедры «Теоретическая физика», начальник управления координации и прогнозирования ТНУ.
- 2005—2006 гг. зам. министра образования Республики Таджикистан.
- декабрь 2006 — 2013 года первый заместитель министра образования Республики Таджикистан[4].
- Указом Президента Республики Таджикистан от 6 декабря 2013 года был назначен на должность Президента Академии наук Республики Таджикистан. Он заменил на этом посту Мамадшо Илолова (2005—2013)[5][6]. Занимал пост до 16 января 2024 года[7].

- 28 февраля 2014 года был избран членом-корреспондентом Академии наук Республики Таджикистан, по специальности «теоретическая физика».

- 15 ноября 2014 года избран действительным членом Академии наук Республики Таджикистан (2014), по специальности «теоретическая физика»[1].

- На 2024 год избран председателем Межгосударственного совета по космосу стран-участников СНГ[8].

- С 16 января 2024 года — председатель Комитета по начальному и среднему профессиональному образованию при Правительстве Таджикистана[9].

Иностранный член РАН по ОНИТ (2022) и НАН Беларуси (2021).

## Награды и звания
- Орден «Шараф» II степени (2011 год).
- Орден Дружбы (30 декабря 2022 года, Россия) — за большой вклад в развитие дружбы и сотрудничества между Российской Федерацией и Республикой Таджикистан[11].
- Медаль «За укрепление парламентского сотрудничества» (26 ноября 2015 года, Межпарламентская ассамблея СНГ) — за особый вклад в развитие парламентаризма, укрепление демократии, обеспечение прав и свобод граждан в государствах — участниках Содружества Независимых Государств[12].
- Медаль «МПА СНГ. 25 лет» (27 марта 2017 года, Межпарламентская ассамблея СНГ) — за заслуги в деле развития и укрепления парламентаризма, за вклад в развитие и совершенствование правовых основ функционирования Содружества Независимых Государств, укрепление международных связей и межпарламентского сотрудничества[13].
- Почётная грамота Совета МПА СНГ (18 апреля 2019 года, Межпарламентская ассамблея СНГ) — за активное участие в деятельности Межпарламентской Ассамблеи и её органов, вклад в укрепление дружбы между народами государств — участников Содружества Независимых Государств[14].
- Лауреат международной премии ЭКО в области «Науки и технологии» (2012 год).

## Научная деятельность
Является автором 4 монографий, 8 учебников, 4 методических пособий и около 100 научных статей, которые были изданы в Республике Таджикистан, Российской Федерации, Голландии, Иране, Казахстане, Германии и других странах.